# アグネス・フォン・メラーニエン
アグネス・フォン・メラーニエン（ドイツ語：Agnes von Meranien, 1215年ごろ - 1263年1月7日）は、アンデクス家出身で、1230年から1243年までオーストリア公妃、および1256年からその死までケルンテン公妃であった。

## 家族
アグネスは、メラーン公オットー1世とホーエンシュタウフェン家のブルゴーニュ女伯ベアトリス2世の間の娘である。叔母アグネスはフランス王妃、ゲルトルートはハンガリー王妃、ヘートヴィヒはポーランド公妃でのちに聖人とされた。また、母方でアグネスは神聖ローマ皇帝フリードリヒ1世の曾孫にあたる。
弟オットー2世は父親よりメラーン公位およびブルゴーニュ伯位を継承し、姉ベアトリクスはアスカニア家のヴァイマル＝オーラミュンデ伯ヘルマン2世と結婚し、妹アーデルハイトはシャロン伯ユーグ3世と結婚し、後にオットー2世よりブルゴーニュ伯位を継承した。

## 結婚
1229年にアグネスはオーストリア公継フリードリヒ2世と結婚した。フリードリヒ2世は、「喧嘩公」のあだ名で知られ、東ローマ皇帝テオドロス1世ラスカリスの娘エウドキア（ゾフィー）を子ができないという理由で離婚したばかりであった。フリードリヒ2世は1230年に父レオポルト6世からオーストリア公位を継承した。アグネスの持参金はクライン辺境伯領およびヴィンディッシュ辺境伯領（ドイツ語：Windische Mark）の広大なアンデクス家の領地も含まれており、フリードリヒ2世は1232年以降、「クライン領主」とも名乗っている。
しかし、1243年にフリードリヒ2世はアグネスも子ができないという理由で離縁した。フリードリヒ2世はハンガリー王ベーラ4世との激しい国境争いに身を投じ、1246年のライタ川の戦いで戦死した。
1250年以降、アグネスはケルンテン公ベルンハルトの息子ウルリヒ3世・フォン・シュポンハイムの妃であると記録に見られるようになる。ウルリヒ3世はアグネスの先夫フリードリヒ2世からクライン領を継承することができ、1256年の父の死後にケルンテン公位となった。ウルリヒ3世とアグネスとの間には2人の子がいたが、どちらも早世した。アグネスは1263年に死去し、ヴィンディッシュ辺境伯領にあったスティチナ修道院（現スロベニア）に埋葬された。1269年にウルリヒ3世が死去した後、アグネスの持参金であった領地はボヘミア王オタカル2世に渡った。